# The Book of Taliesyn Tour
The Book of Taliesyn Tour – trzecia trasa koncertowa grupy muzycznej Deep Purple (pierwsza duża trasa w karierze zespołu) w jej trakcie odbyło się siedemdziesiąt osiem koncertów.
1. 18 października 1968 – Los Angeles, Kalifornia, USA – Inglewood Forum
2. 19 października 1968 – Los Angeles, Kalifornia, USA - Inglewood Forum
3. 20 października 1968 – San Diego, Kalifornia, USA - San Diego Sports Arena
4. 27 października 1968 – San Francisco, Kalifornia, USA - International Pop Festival
5. Listopad 1968 – Oregon, USA - Nieznane miejsce koncertu
6. Listopad 1968 – Vancouver, Kanada – Nieznane miejsce koncertu
7. 1 listopada 1968 – Cleveland, Ohio, USA - Grande Ballroom
8. 2 listopada 1968 – Cleveland, Ohio, USA - Grande Ballroom
9. 3 listopada 1968 – Cleveland, Ohio, USA - Grande Ballroom
10. 8 listopada 1968 – Seattle, Waszyngton, USA - Eagles Auditorium
11. 9 listopada 1968 – Seattle, Waszyngton, USA - Eagles Auditorium
12. 13 listopada 1968 – Sacramento, Kalifornia, USA - SSC’s Men’s Gym
13. 28 listopada 1968 – San Francisco, Kalifornia, USA - Fillmore West
14. 29 listopada 1968 – San Francisco, Kalifornia, USA - Fillmore West
15. 30 listopada 1968 – San Francisco, Kalifornia, USA - Fillmore West
16. 1 grudnia 1968 – San Francisco, Kalifornia, USA - Fillmore West
17. 6 grudnia 1968 – Chicago, Illinois, USA - Electric Theatre
18. 7 grudnia 1968 – Chicago, Illinois, USA - Electric Theatre
19. 11 grudnia 1968 – Evansville, Indiana, USA - ABC Shopping Theatre
20. 13 grudnia 1968 – Detroit, Michigan, USA - Balroom
21. 14 grudnia 1968 – Detroit, Michigan, USA - Ballroom
22. 18 grudnia 1968 – Oswego, Nowy Jork, USA - Lee Hall
23. 20 grudnia 1968 – Nowy Jork, Nowy Jork, USA - Fillmore East
24. 22 grudnia 1968 – Toronto, Kanada – Rock Pile
25. 24 grudnia 1968 – New York City, Nowy Jork, USA - Electric Circus
26. 1 lutego 1969 – Kopenhaga, Dania – Gladsaxe Teen Club
27. 2 lutego 1969 – Kopenhaga, Dania - Gladasaxe Teen Club
28. 4 lutego 1969 – Birmingham, Anglia – Top Rank
29. 7 lutego 1969 – Sheffield, Anglia - University
30. 8 lutego 1969 – Wolverhampton, Anglia - Nieznane miejsce koncertu
31. 12 lutego 1969 – Cardiff, Walia – Nieznane miejsce koncertu
32. 15 lutego 1969 – Londyn, Anglia - University College
33. 22 lutego 1969 – Newcastle, Anglia - Mayfair
34. 23 lutego 1969 – Butterfly, Anglia - Argus
35. 1 marca 1969 – Milford Haven, Anglia - KayClub
36. 7 marca 1969 – Londyn, Anglia - Goldsmiths College
37. 13 marca 1969 – Newcastle, Anglia - Mayfair
38. 14 marca 1969 – Redditch, Anglia - Nieznane miejsce koncertu
39. 15 marca 1969 – Rutherford, Anglia - Nieznane miejsce koncertu
40. 20 marca 1969 – Londyn, Anglia - Speakeasy
41. 21 marca 1969 – Swansea, Anglia - Nieznane miejsce koncertu
42. 22 marca 1969 – Brighton, Anglia - College of Technology
43. 1 kwietnia 1969 – Tacoma, Waszyngton, USA - Eastern Washington State College
44. 2 kwietnia 1969 – Olympia, Waszyngton, USA - Evergreen Ballroom
45. 3 kwietnia 1969 – Seattle, Waszyngton, USA - Center Arena
46. 4 kwietnia 1969 – Vancouver, Kanada – Agradome
47. 5 kwietnia 1969 – Salem, Oregon, USA - The Armory
48. 6 kwietnia 1969 – Edmonton, Kanada - Fieldhouse
49. 11 kwietnia 1969 – San Jose, Kalifornia, USA - Santa Clara Fair
50. 12 kwietnia 1969 – Astoria, Oregon, USA - Armory
51. 13 kwietnia 1969 – Portland, Oregon, USA - Temple
52. 14 kwietnia 1969 – Billington, Montana, USA - Western Washington College USA
53. 15 kwietnia 1969 – Cheney, Waszyngton, USA - Eastern Washington State College
54. 18 kwietnia 1969 – Pasadena, Kalifornia, USA - Pasadena Rose Palace
55. 19 kwietnia 1969 – Pasadena, Kalifornia, USA - Pasadena Rose Palace
56. 25 kwietnia 1969 – Fresno, Kalifornia, USA - Convention Centre
57. 26 kwietnia 1969 – San Diego, Kalifornia, USA - Community Concourse
58. 28 kwietnia 1969 – Redding, Kalifornia, USA - Shasta College
59. 29 kwietnia 1969 – Ashland, Oregon, USA - South Oregon College
60. 30 kwietnia 1969 – Chico, Kalifornia, USA - State College
61. 3 maja 1969 – Pittsburgh, Pensylwania, USA - Carnegie Room-Mellon University
62. 4 maja 1969 – Providence, Rhode Island, USA - The Wardhouse
63. 9 maja 1969 – Melbourne, Floryda, USA - Civic Auditorium
64. 10 maja 1969 – New York City, Nowy Jork, USA - The Hangar-Nassau Community College
65. 15 maja 1969 – Cedar Rapids, Iowa, USA - Coe College
66. 16 maja 1969 – West Point, Illinois, USA - Blue Village
67. 18 maja 1969 – Minneapolis, Minnesota, USA - Nieznane miejsce koncertu
68. 23 maja 1969 – New York City, Nowy Jork, USA - The Felt Forum
69. 24 maja 1969 – New York City, Nowy Jork, USA - The Felt Forum
70. 25 maja 1969 – Norfolk, Wirginia, USA - Nieznane miejsce koncertu
71. 29 maja 1969 – Buffalo, Nowy Jork, USA - Gilligans
72. 10 czerwca 1969 – Cambridge, Anglia - Nieznane miejsce koncertu
73. 14 czerwca 1969 – Birmingham, Anglia - Mothers Club
74. 20 czerwca 1969 – Bruksela, Belgia – Revolutions
75. 23 czerwca 1969 – Londyn, Anglia - Christchurch College
76. 27 czerwca 1969 – Swansea, Anglia - Nieznane miejsce koncertu
77. 28 czerwca 1969 – Londyn, Anglia - Revolutions Club
78. 4 lipca 1969 – Cardiff, Walia – Top Rank Club